# Günter H. Hertel
Günter H. Hertel (* 1. Februar 1948 in Plauen) ist ein deutscher Verkehrswissenschaftler.

## Leben
Günter Hertel studierte Verkehrstechnik und Mathematik an der Hochschule für Verkehrswesen „Friedrich List“ (HfV) in Dresden. 1974 wurde er dort mit der Arbeit „Zuverlässigkeitsbetrachtungen technologisch-technischer Systeme“ promoviert; 1986 habilitierte er sich mit der Schrift „Analytische Modellierung und formelmässige Behandlung von Standard-Bedienungssystemen mit störanfälligen Kanälen“, eine Integration von Bedienungs- und Zuverlässigkeitstheorie. Von 1980 bis 1991 war er Wissenschaftlicher Assistent, später Oberassistent an der HfV am Lehrstuhl Klaus Fischer. 1991 wurde er zum Professor ernannt und zum Prorektor für Wissenschaft an der HfV Dresden berufen.
1992 erhielt er einen Ruf zum ordentlichen Universitäts-Professor an der Technischen Universität Dresden auf den Lehrstuhl Verkehrssystemtheorie und Verkehrsströmungslehre. Er wurde darüber hinaus durch den sächsischen Staatsminister für Wissenschaft und Kunst, Hans Joachim Meyer, zum Gründungsdekan der von Professor Günther Landgraf initiierten Eingliederung der Fakultät Verkehrswissenschaften „Friedrich List“. 1994 war er Gastprofessor an der niederländischen Rijksuniversiteit Groningen. 
1996 übernahm er die Leitung einer der vier Direktionen Forschung & Technologie des Daimler-Benz-Konzerns als „Vice President for Research and Technology“, später bis 2006 Vice President Research Technology Management and Intellectual Property Management (RMI). Von 2006 bis 2010 war er Präsident des Europäischen Instituts für Postgraduale Bildung an der TU Dresden e. V. (EIPOS).
Hertel war bis 2010 Mitglied des Wissenschaftlichen Beirates des Akademischen Europaseminars von EIPOS. Zudem war er Kuratoriumsmitglied von „Dresden – Stadt der Wissenschaften“ (bis 2006) und bis 2008 Vorstandsmitglied der „Deutsche Gesellschaft für Qualität e. V.“ (DGQ). Er ist Vorsitzender des Walter-Masing-Preis-Kuratoriums der DGQ. Bereits seit 1994 ist er Mitglied der Ukrainischen Akademie für Verkehrswissenschaften in Kiew. 2008 wurde er als Mitglied der Akkreditierungskommission für Systemakkreditierung der Akkreditierungsagentur ASIIN berufen und war dessen langjähriger Vorsitzender.
Von Februar 2011 bis 2016 war er ordentlicher Professor für Innovations- und Qualitätsmanagement an die Palacký-Universität Olmütz in Tschechien. Die Sudetendeutsche Akademie der Wissenschaften und Künste berief ihn 2013 zum ordentlichen Mitglied der Naturwissenschaftlichen Klasse.
Hertel ist seit 2009 Lehrbeauftragter für „Qualitäts-, Innovations- und Wissensmanagement“ an der Hochschule für Wirtschaft und Umwelt in Nürtingen sowie seit 2014 für „Wissenschaftliches Arbeiten“ an der Hochschule Fresenius in Idstein im Taunus.
Hertel war für mehrere Jahre Vorstandsmitglied der Freunde Kants und Königsbergs e.V., der Kants „geistiges Erbe auf verständliche Weise ins Hier und Heute übertragen“ will.

## Schriften
- Leistungsfähigkeit – Qualität – Zuverlässigkeit: Theoretische Grundlagen für komplexe Systeme, transpress-Verlags-Ges. Berlin 1988, ISBN 3-344-00150-7, zusammen mit Matthias Bär und Klaus Fischer.
- Bedienungsprozesse im Transportwesen: Grundlagen und Anwendungen der Bedienungstheorie, Transpress-Verlags-Ges. Berlin 1990, ISBN 3344003429, zusammen mit Klaus Fischer
- Verkehrsentwicklung im Umbruch: Fakten und Visionen, IRB-Verlag Stuttgart 1994, ISBN 3816740952
- Verkehrsentwicklung und Verkehrssystemtechnik, Loseblattsammlung EIPOS Dresden 1994 (Hrsg.) mit Lehmann, Mittag, Woda
- Verkehrsentwicklung im Umbruch. Fakten und Visionen, Fraunhofer IRB Stuttgart 1998, ISBN 3816740952, zusammen mit Günter Lehmann, Uwe Reese.
- Kundenorientierte Produktgestaltung, Verlag Franz Vahlen, München, ISBN 3-8006-2489-3 (Hrsg. und Autor) mit Andreas Herrmann, Wilfried Virt und Frank Huber.
- Wissenschaftliche Zeitschrift des Europäischen Instituts für postgraduale Bildung an der Technischen Universität Dresden e.V. (EIPOS), expert-Verlag Renningen, ISBN 978-3-8169-2857-7 (Jg. 2008), ISBN 978-3-8169-2949-9 (Jg. 2009), ISBN 978-3-8169-3018-1 (Jg. 2010, Heft 1), ISBN 3-9809371-7-8 (Jg. 2010, Heft 2 – EIPOS-Eigenverlag) (Hrsg. und Autor) mit Günter Lehmann und Volker Oppitz.
- Fachbuchreihe FORUM EIPOS, expert-Verlag Renningen, Schutz des Holzes I bis III (Bd. 14, 17, 20), Brandschutz I und II (Bd. 16 und 19), Immobilien- und Bauschadensbewertung I bis III (Bd. 15, 18, 21) (Hrsg.).